# Astrapogon stellatus
Astrapogon stellatus ist eine der ungefähr 200 Arten der Kardinalbarsche (Apogonidae).

## Verbreitung
Er lebt in Korallenriffen im tropischen westlichen Atlantik, von den Bermudas und Florida über die Bahamas und die Antillen bis nach Rio de Janeiro in Brasilien in Tiefen bis 40 Metern.

## Merkmale
Astrapogon stellatus wird 8 cm lang. Sein Vorkiemendeckel und die Schuppen sind glatt, die Mitte der Region vor der Rückenflosse ist unbeschuppt. 

## Lebensweise
Astrapogon stellatus lebt in einem kommensalen Verhältnis mit der Meeresschnecke Strombus gigas aus der Familie Strombidae sowie mit der Muschel Atrina rigida. Beide Partner erleiden durch dieses Zusammenleben keinerlei Schaden, und der Fisch kann sich auf diese Weise schützen. Nachts verlassen die acht Zentimeter lang werdenden Fische ihren Partner und begeben sich auf Nahrungssuche. Wie fast alle Kardinalbarsche frisst 
Astrapogon stellatus Kleinkrebse und ist ein Maulbrüter.